# Nathan O'Toole
Nathan O'Toole (Dunshaughlin, 17 marzo 1998) è un attore irlandese, conosciuto per la parte del giovane Bjorn la corazza nella serie televisiva Vikings.
È apparso nella serie televisiva I Borgia nel ruolo di Vincenzo.

## Filmografia

### Cinema
- Clondorca, regia di Ged Murray – cortometraggio (2017)
- The Delinquent Season, regia di Mark O'Rowe (2018)

### Televisione
- I Borgia – serie TV, episodi 2x06-2x07 (2012)
- Vikings – serie TV, 13 episodi (2013-2016)
- Penny Dreadful – serie TV, episodio 1x03 (2014)